# 克鲁斯多夫
克鲁斯多夫是奥地利施蒂利亚州费尔德巴赫县的一个市镇。总面积5.95平方公里，总人口407人，人口密度68.4人/平方公里（2001年）。